# Cellulose
Die Cellulose (auch Zellulose) ist der Hauptbestandteil pflanzlicher Zellwände (Massenanteil etwa 50 %) und damit die häufigste organische Verbindung und auch das häufigste Polysaccharid (Vielfachzucker). Cellulose ist auch das am häufigsten vorkommende Biomolekül. Sie ist unverzweigt und besteht aus mehreren hunderten bis zehntausenden (β-1,4-glycosidisch verknüpften) β-D-Glucose- bzw. Cellobiose-Einheiten. Diese hochmolekularen Celluloseketten lagern sich zu höheren Strukturen zusammen, die als reißfeste Fasern in Pflanzen häufig statische Funktionen haben. Vom in der Natur ebenfalls häufigen Polysaccharid Chitin unterscheidet Cellulose sich durch das Fehlen der Acetamidgruppen. Cellulose ist bedeutend als Rohstoff zur Papierherstellung, aber auch in der chemischen Industrie und anderen Bereichen.
Eine Form der Cellulose (Cellulose I β, Tunicin) ist eines der Kohlenhydrate im gallertartigen Mantel der Manteltiere.

## Geschichte
Cellulose wurde im Jahr 1838 von dem französischen Chemiker Anselme Payen entdeckt, der diese aus Pflanzen isolierte und deren chemische Formel bestimmte. Cellulose wurde im Jahr 1870 von Hyatt Manufacturing Company dazu genutzt, um das erste Thermoplast, Zelluloid, herzustellen. Hermann Staudinger ermittelte im Jahr 1920 die Struktur von Cellulose. 1992 wurde Cellulose zum ersten Mal von S. Kobayashi und S. Shoda chemisch synthetisiert (ohne die Hilfe biologisch basierender Enzyme).
Cellulose mit Strukturen im Nanometerbereich (bis 100 nm Durchmesser) wird als Nanocellulose bezeichnet. Die Nanocellulose wird in drei Kategorien unterteilt: mikrofibrillierte Cellulose (MFC), nanokristalline Cellulose (NCC) und bakterielle Nanocellulose (BNC). Der Ausdruck wurde erstmals in den späten 1970er Jahren geprägt.

## Chemie
Cellulose ist ein Polymer (Polysaccharid ‚Vielfachzucker‘) aus dem Monomer Glucose, das durch β-1,4-glycosidische Bindungen miteinander verknüpft ist.

1,4-Glycosidische Verknüpfung, ausgewählte Wasserstoffbrückenbindungen sind blau gestrichelt.

Die Verknüpfung der Monomere erfolgt durch eine Kondensationsreaktion, bei der zwei Hydroxygruppen (–OH) ein Wassermolekül (H2O) bilden und das verbleibende Sauerstoffatom die ringförmige Grundstruktur (Pyranring) der beiden Monomere verbindet. Neben dieser starken, kovalenten Bindung werden intramolekular zusätzlich die weniger starken Wasserstoffbrücken ausgebildet. Häufig besteht ein Cellulosemolekül aus mehreren tausend Glucoseeinheiten.

## Nachweisreaktion für Cellulose
Da das Cellulosemolekül im Gegensatz zur nahe verwandten Stärke (Amylose) nicht spiralig, sondern als Faltblattstruktur (siehe Abbildung) aufgebaut ist, kann kein nasschemischer Nachweis mit Iod (siehe Iodprobe) allein geführt werden, sondern es sind Zink- oder Calciumionen notwendig, die zu einem Aufquellen der planaren Struktur führen. Hierfür eignen sich entweder die klassische Chlorzinkiodprobe oder ihre gefahrstoffärmere Variante mit Calciumchlorid und Iod. Durchführung: Auf einer Tüpfelplatte oder in eine Porzellanschale wird eine Spatelspitze Cellulosepulver oder ein Stückchen Papier mit wenigen Tropfen der Nachweislösung beträufelt. Nach kurzer Zeit bildet sich eine Färbung, die je nach verwendeter Cellulose blau, violett oder braun sein kann.

## Eigenschaften
Cellulose ist in Wasser und den meisten organischen Lösungsmitteln unlöslich. Lösungsmittel wie Dimethylacetamid/Lithiumchlorid, N-Methylmorpholin-N-oxid, Dimethylsulfoxid/Tetrabutylammoniumfluorid oder Ammoniak/Cu2+ (Schweizers Reagens) sowie einige ionische Flüssigkeiten vermögen jedoch Cellulose zu lösen.
Sie kann durch starke Säuren in Anwesenheit von Wasser unter Spaltung der glycosidischen Bindungen bis zu Glucose abgebaut werden.

## Stoffwechsel

### Biosynthese

Schemadarstellung der Zellwand, Cellulosemikrofibrillen in hellblau

In den meisten Pflanzen hat Cellulose eine grundlegende Bedeutung als Struktursubstanz. Fasern in verholzenden und nichtverholzenden Pflanzen bestehen aus einer Vielzahl von Fibrillen, die wiederum aus zahlreichen, parallel zueinander angeordneten Cellulosemolekülen bestehen. Cellulose-Mikrofibrillen werden in der Plasmamembran einer Zelle in sogenannten Rosettenkomplexen synthetisiert. Diese enthalten das Enzym Cellulose-Synthase, welches β-D-Glucane (D-Glucosepolymere mit β-Bindung) herstellt und dabei das erste Kohlenstoff-Atom eines D-Glucosemoleküls mit dem vierten Kohlenstoff-Atom eines anderen D-Glucosemoleküls verknüpft. Die Herstellung der Glucankette erfordert zwei essentielle Schritte. Zuerst spaltet Saccharose-Synthase das Disaccharid (Zweifachzucker) Saccharose in seine Monomere Glucose und Fructose, um so Glucose bereitzustellen. Die Glucose wird nun durch die Cellulose-Synthase mit Uridindiphosphat (UDP) zu UDP-Glucose verknüpft. In einem weiteren Schritt wird nun die gebundene Glucose auf den nichtreduzierenden Zucker der wachsenden Glucankette übertragen. Anschließend wandert die Glucankette bzw. das Enzym weiter, sodass ein weiterer Syntheseschritt stattfinden kann.
Cellulose wird in der Plasmamembran gebildet und vernetzt sich untereinander zu faserigen Strukturen. Anschließend erfolgt die räumliche Anordnung der Cellulosefibrillen durch Mikrotubuli.
Wichtiges Merkmal der Manteltiere ist ein Cuticularmantel, der von der einschichtigen Epidermis abgeschieden wird und – einmalig im Tierreich – aus Cellulose besteht.

### Abbau
Da Pflanzen selbst produzierte Cellulose in ihre Zellwände einbauen, benötigen sie endogene Cellulasen zum Umbau von Zellwänden, z. B. bei Wachstumsvorgängen. Bei dem pflanzlichen Cellulasegen handelt es sich um ein sehr altes Gen.

## Nutzung
Hauptsächlich aus Cellulose bestehendes Pflanzenmaterial wird vom Menschen mindestens seit der Altsteinzeit als Brennstoff zum Kochen und Heizen genutzt. Cellulose ist daneben ein wichtiger Rohstoff für stoffliche Nutzungen, aber auch als natürlicher oder zugesetzter Bestandteil von Nahrungs- und Futtermitteln von Bedeutung. Da Cellulose zudem in fast allen Arten pflanzlicher Biomasse vorkommt, ist sie auch in vielen anderen Bereichen wichtig, wie z. B. in Holz (Lignocellulose) als Baustoff etc.

### Rohstoff
Cellulose ist ein wichtiger Rohstoff zur Papierherstellung. Als Ausgangsrohstoff dient das lignin- und cellulosereiche Holz. Aus diesem wird einerseits auf mechanischem Weg Holzschliff hergestellt, der für Papier weniger hoher Qualität verwendet wird. Andererseits wird durch chemische Verfahren der Ligninanteil entfernt, wodurch Zellstoff erzeugt wird, der hauptsächlich aus Cellulose besteht und für Papiere höherer Qualität verwendet werden kann.

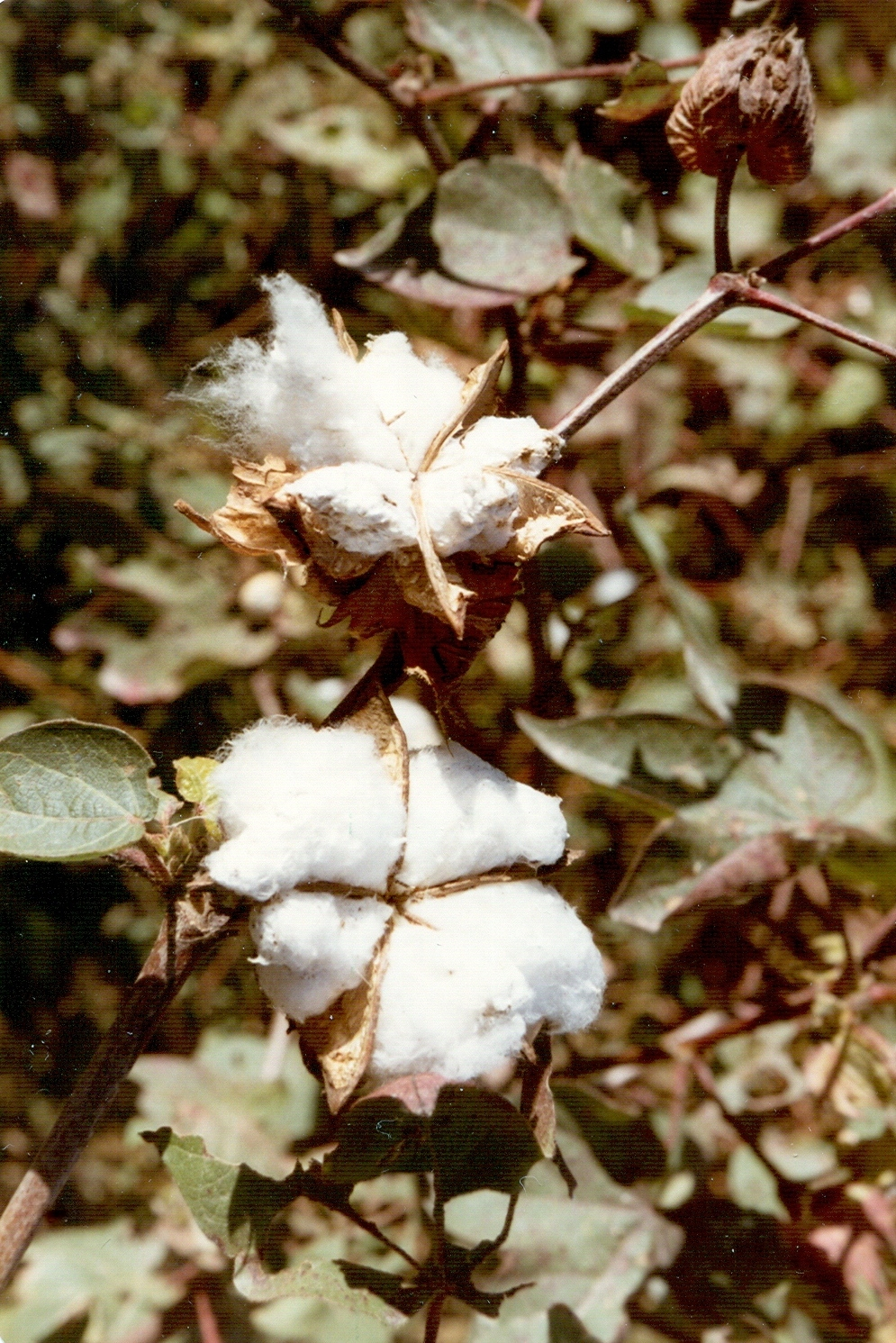
Die Samenhaare des Baumwollstrauches (Gossypium herbaceum) bestehen aus fast reiner Cellulose.

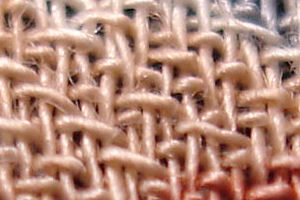
Nahaufnahme von Gewebe aus Viskose („Kunstseide“).

In der Bekleidungsindustrie werden sowohl natürliche aus Cellulose bestehenden Pflanzenfasern wie auch künstliche Cellulosefasern (abgekürzt CO) verwendet. Beispiele für natürliche Fasern sind Baumwolle und die Bastfasern des Lein (Flachs), die zu Leinen verarbeitet werden.
Zur Herstellung von synthetischen Cellulosefasern („Zellwolle“) wird eine alkalische Lösung von xanthogenierter Cellulose („Viscose-Lösung“) zu Fäden verarbeitet, der sogenannten Regeneratfaser (z. B. Viskose).
Unterschiedlichste Cellulosederivate finden vielfältige Anwendung, wie z. B. Methylcellulose, Celluloseacetat und Cellulosenitrat in der Bau-, Textil- und chemischen Industrie. Vom Cellulosenitrat abgeleitet ist Zelluloid, der erste Thermoplast.
Ein weiteres Cellulose-Regenerat ist Cellophan (Cellulosehydrat), das in Form von Folien ein verbreitetes Verpackungsmaterial ist.
Da Cellulose in der Natur in großen Mengen verfügbar ist, wird versucht, diesen nachwachsenden Rohstoff z. B. auch als Biokraftstoff Cellulose-Ethanol verfügbar zu machen. Derzeit wird intensiv geforscht, um pflanzliche Biomasse, wie vor allem Holz und Stroh, dafür zu erschließen.
Cellulose ist der meistgebrauchte biobasierte Dämmstoff für Wärmedämmung und Schallschutz. Als Ausgangsmaterial für Cellulose-Einblasdämmstoffe dient meist zerfasertes Recycling-Papier: Zeitungspapier wird zerkleinert und mit Fungiziden sowie Flammschutzmitteln versehen, zum Beispiel mit Borax. Das Einblasverfahren wird in Kanada und den USA seit ca. 1940 angewendet. Cellulose kann auch zu Dämmplatten verarbeitet und für Dämmschüttung verwendet werden.
Im Labor kann es bei der Auftrennung von Stoffgemischen als Füllmaterial für die Säulenchromatographie verwendet werden.
In der Lebensmittelindustrie dient Cellulose zusammen mit Kieselgur als Filterhilfsmittel.

### Nahrung

#### Tiere
Fast alle Tiere – mit Ausnahme weniger Mollusken wie einiger Schnecken, etwa der Weinbergschnecke und weniger Termitenarten – einschließlich der meisten Pflanzenfresser können Cellulose im Gegensatz zu Stärke nicht durch eigene Stoffwechselleistungen abbauen, obwohl beide Moleküle aus Traubenzuckermolekülen aufgebaut sind. Diese Tiere besitzen nur die Enzyme, die α-1,4- oder α-1,6-glycosidische Bindungen (z. B. in Stärke) spalten können (Amylasen), nicht aber β-1,4-glycosidische Bindungen der Cellulose (Cellulasen). Deshalb können diese Tiere (z. B. Kühe) den hohen Energiegehalt dieses Kohlenhydrates nur mit Hilfe von endosymbiontischen Mikroorganismen erschließen, die in ihren Verdauungsorganen leben.
Cellulose fressende Tiere ernähren sich dann von der stetig nachwachsenden Symbiontenmasse in ihrem Verdauungssystem. Wiederkäuer verdauen einen großen Teil der Cellulose und anderer Polysaccharide im Pansen mithilfe anaerober Mikroorganismen, die die Cellulose zu Fettsäuren umsetzen. Ähnliches gilt für Pferde und Wassergeflügel, bei denen die Verarbeitung jedoch im Dickdarm stattfindet.
Einige terrestrische Krebse wie die Isopoda können Cellulose mit der Unterstützung endosymbiotischer Mikroorganismen abbauen. Dasselbe gilt für Insekten wie Silberfischchen, fast alle Termiten oder Schaben. In 200 untersuchten Termitenspezies wurden mehr als 450 unterschiedliche Endosymbionten identifiziert. Endosymbionten fossilierter Termiten wurden bereits aus der Kreidezeit direkt (in burmesischem Bernstein) nachgewiesen.

#### Mensch
Auch der Mensch besitzt keine Verdauungsenzyme für den Abbau von Cellulose. Mit Hilfe anaerober Bakterien im ersten Teil des Dickdarms, dem Blinddarm und dem aufsteigenden Dickdarm (Colon ascendens) wird ein Teil der Cellulose aus der Nahrung zu kurzkettigen Oligosacchariden abgebaut. Über die Colonschleimhaut werden sie resorbiert und vom Stoffwechsel verwertet. Cellulose ist somit, neben Hemicellulosen, Pektin und Lignin, ein wichtiger pflanzlicher Ballaststoff in der menschlichen Nahrung.

#### Cellulase-Nachweis aus Tieren (Termiten)
Der Ansicht, dass Tieren grundsätzlich Cellulasen fehlen, widersprechen jedoch Berichte über Cellulase-Nachweise aus Termiten. Bei einigen Termitenarten (Reticulitermes speratus und Coptotermes formosanus), dem Krebs Cherax destructor, dem Fadenwurm Bursaphelenchus xylophilus sowie den Muscheln Corbicula japonica und Lyrodus pedicellatus wurden Cellulase-Gene nachgewiesen.

#### Bakterien, Pilze und Flagellaten

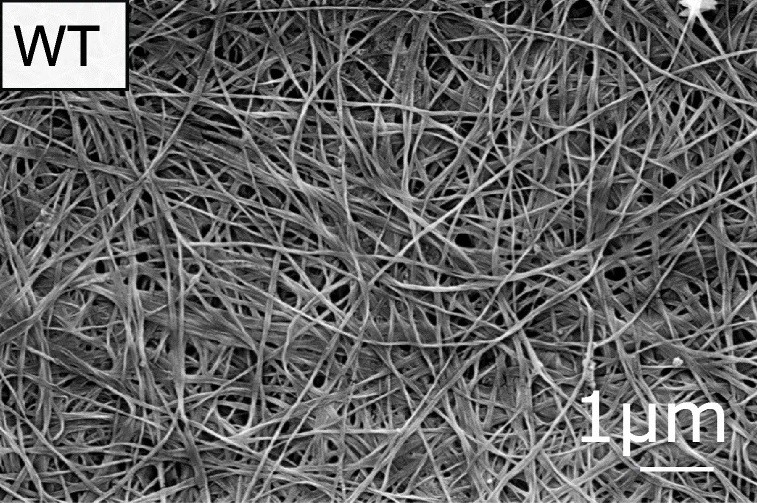
Membran aus der von Komagataeibacter hansenii ATCC 23769 (Wildtyp) produzierten bakteriellen nanocellulose (BNC).

Viele Bakterien, Pilze und Flagellaten können über ihre Cellulasen die Cellulose nur bis zum Glucosedimer Cellobiose zersetzen. Einige wenige Protozoen und Pilze wie Aspergillus-, Penicillium- und Fusarium-Arten besitzen zusätzlich die notwendigen β-1,4-Glucosidasen oder Cellobiasen, welche die Cellobiose in Glucose aufspalten. Manche holzzersetzenden Pilze wie Ceriporiopsis subvermispora können Cellobiose auch über die Cellobiosedehydrogenase (CDH), ein extrazelluläres Hämoflavoenzym, oxidativ abbauen. Dabei entsteht statt der Glucose Gluconsäure.
Der Abbau der Cellulose durch weitere hydrolytische Enzyme wird unterstützt durch Kohlenhydrat-bindende Bereiche (CBMs) der Enzyme.
Die Grünalge Chlamydomonas reinhardtii kann Cellulose spalten und zur Energiegewinnung nutzen.

### Lebensmittelzusatzstoff
Auch in der Nahrungsmittel- und Pharmaindustrie wird Cellulose bzw. werden Cellulosederivate verwendet, z. B. als Verdickungsmittel, Trägerstoff, Füllstoff, Trennmittel, Überzugsmittel und Aufschlagmittel. Als Lebensmittelzusatzstoff trägt Cellulose die Bezeichnungen E 460 bis E 466:
E 460i – Mikrokristalline Cellulose
E 460ii – Cellulosepulver
E 461 – Methylcellulose
E 463 – Hydroxypropylcellulose
E 464 – Hydroxypropylmethylcellulose
E 465 – Ethylmethylcellulose
E 466 – Carboxymethylcellulose
Der Nachweis erfolgt mittels einer Iod-Zinkchloridlösung (Blaufärbung).